# Cumia bednalli
Cumia bednalli là một loài ốc biển, là động vật thân mềm chân bụng sống ở biển thuộc họ Colubrariidae.

## Miêu tả
The shell size is 20 mm

## Phân bố
Loài này phân bố dọc theo miền nam Queensland, Australia.